# أن تملك وألا تملك
أن تملك وألا تملك (بالإنجليزية: To Have and Have Not) هي الرواية الثانية للكاتب إرنست هيمنغوي الحاصل على جائزة نوبل للآداب في عام 1954، نُشرت عام 1937، ترجمها سمير عزة نصار إلى اللغة العربية عن دار النسر للنشر والتوزيع. تصنف ضمن أفضل عشر روايات إرنست هيمنغوي.

## القصة
تدور أحداثها في الولايات المتحدة، حول هاري مورغان، وهو قبطان قارب صيد من كي ويست بولاية فلوريدا. تصوّر الرواية هاري على أنه رجل عامل عادي في عصر الكساد العظيم، وقد أجبرته القوى الاقتصادية القاسية على الانخراط في نشاطات السوق السوداء المتمثلة في تهريب البضائع بين كوبا وفلوريدا. يحتال أحد مستأجري القارب الأثرياء (واحد ممّن «يملكون») على هاري ويتملص من الدفع له بعد قضائه رحلة صيد لمدة ثلاثة أسابيع، الأمر الذي يترك هاري معدمًا. عالقًا في هافانا ومدفوعًا بالحاجة إلى إعالة أسرته، يتجه هاري نفسه إلى الجريمة. يتخذ قرارًا مصيريًا بالاحتيال على مهاجرين صينيين يحاولون الدخول إلى فلوريدا من كوبا. بدلًا من نقلهم كما هو متفق عليه، يقتل هاري الرجل الوسيط الصيني ويترك الرجال على الشاطئ في كوبا. ثم يبدأ بنقل أنواع مختلفة من البضائع غير القانونية بين البلدين، بما في ذلك الكحول والثوار الكوبيين. تتناوب هذه الأحداث مع فصول تصف الحياة الماجنة لأصحاب اليخوت الأثرياء. في النهاية، يفقد هاري حياته في تبادل لإطلاق النار مع الثوار الكوبيين الذين سرقوا أحد المصارف الأمريكية. يظهر الكساد الكبير في الرواية بشكل بارز، وهو يفرض الفساد والجوع على سكان «كي ويست» الفقراء (ممّن «لا يملكون») والذين يُشار إليهم محليًا باسم «القواقع». تظهر عنصرية ذلك العصر في الرواية عبر اللغة المستخدمة من قبل هاري وغيره من الأميركيين البيض عند التحدث مع الأعراق الأخرى.

## الاراء والانتقادات
وإن بدت الرواية ذات عادية أسلوبية تتماشى مع بناء مرتبك في رسم الشخصيات، لكن المؤكد أن ما كان يهم المؤلف ليس ذلك البناء في حد ذاته بل التفوق في رسم شخصية البطل.

## الخلفية وتاريخ النشر
بدأت رواية أن تملك وألا تملك كقصة قصيرة؛ نُشرت تحت عنوان «رحلة اجتياز واحدة» في مجلة كوزموبوليتان في عام 1934، وقُدمت فيها شخصية هاري مورغان. ثم كُتبت قصة ثانية ونُشرت في مجلة إسكواير في عام 1936، وحينئذ قرر هيمنغوي أن يكتب رواية عن هاري مورغان. ولكن أدى اندلاع الحرب الأهلية الإسبانية إلى تأخير عمله على ذلك.
نُشرت رواية أن تملك وألا تملك من قبل شركة النشر «سكريبنر» في 15 أكتوبر عام 1937، وبلغ عدد طبعات النسخة الأولى نحو 10,000 نسخة. نشرت مجلة كوزموبوليتان قسمًا من الرواية بعنوان «رحلة اجتياز واحدة» في عام 1934؛ ونشرت مجلة إسكواير قسمًا بعنوان «عودة التاجر» في عام 1936. نُشرت أيضًا بنسخة للخدمات المسلحة خلال الحرب العالمية الثانية.
كُتبت رواية أن تملك وألا تملك بشكل متقطع بين عامي 1935 و1937، ونُقحت في أثناء سفر همينغوي ذهابًا وإيابًا إلى إسبانيا خلال الحرب الأهلية الإسبانية، وهي تصور كي ويست وكوبا في ثلاثينيات القرن العشرين، و تقدم تعليقًا اجتماعيًا على ذلك الزمان والمكان. يصف جيفري مايرز، كاتب سيرة هيمنغوي، الرواية بأنها متأثرة بشدة بالأيديولوجيا الماركسية التي تعرض لها هيمنغوي بدعمه للفصيل الجمهوري في الحرب الأهلية الإسبانية في أثناء كتابته لها. تلقى العمل انتقادات مختلطة.
تعود أصول الرواية إلى قصتَين قصيرتين نشرهما هيمنغوي في وقت سابق في صحف دورية  («رحلة اجتياز واحدة» و«عودة التاجر»)، واللتين تشكلان الفصول الافتتاحية، ثم ألفت أقصوصةٍ، تشكل نحو ثلثي الكتابة في وقت لاحق. يُروى السرد من وجهات نظر متعددة، في أوقات مختلفة، وبواسطة شخصيات مختلفة، وغالبًا ما تُوضع أسماء الشخصيات تحت عناوين الفصول للإشارة إلى من يروي هذا الفصل.

## الأفلام
- النسخة السينيمائية الأولى عام 1944 من بطولة همفري بوغارت ولورين باكال.  أخرجه هوارد هوكس، الذي أجرى تعديلات كبيرة على الحبكة ، بما في ذلك إزالة الموضوعات التي تنطوي على التفاوت الاقتصادي والصراع الطبقي ، وتحويل القصة إلى فيلم إثارة رومانسي.[9]
- النسخة السينمائية الثانية عام 1950، بعنوان "نقطة الانهيار" (The Breaking Point)، أخرجها مايكل كورتيز وبطولة جون غارفيلد وباتريشيا نيل.. [10]